# Saint-Jean-de-Gonville
Saint-Jean-de-Gonville là một xã ở tỉnh Ain, vùng Auvergne-Rhône-Alpes thuộc miền đông nước Pháp.